# Key Tower
Key Tower ist der Name eines Wolkenkratzers in Cleveland. Der 289 Meter hohe Key Tower ist das höchste Gebäude der Stadt Cleveland und gehört zu den höchsten in den USA. Das Gebäude befindet sich am 127 Public Square. Der von dem Architekten César Pelli entworfene Wolkenkratzer wurde 1991 nach drei Jahren Bauzeit fertiggestellt. Das Bauwerk zählt 57 Stockwerke, in denen fast ausschließlich Büros untergebracht sind. Die gesamte Nutzfläche des Gebäudes beträgt rund 116.000 Quadratmeter.
Das Gebäude fällt architektonisch durch seine verschiedenen Abstufungen an unterschiedlichen Höhen und seine braune Fassade auf und schließt mit einem pyramidenförmigen Dach ab. Auch das Dach hat mehrere Rückstufungen. Das Tragwerk besteht aus Stahlbeton, während die Fassade größtenteils mit Glas verkleidet wurde.